# Code inconnu
Code inconnu: Récit incomplet de divers voyages is een Frans-Duits-Roemeense dramafilm uit 2000 onder regie van Michael Haneke.

## Verhaal
Een gefrustreerde jongeman werpt een papiertje in de schoot van een Roemeense bedelares. Wanneer een verontwaardigde voorbijganger wil dat hij zijn excuses aanbiedt aan de vrouw, ontstaat er een ruzie. De politie komt tussenbeide en als gevolg daarvan moeten de twee mannen mee naar het politiebureau en wordt de vrouw het land uitgezet. Dan wordt het verhaal van de betrokkenen verteld.

## Rolverdeling
| Acteur                 | Personage     |
| ---------------------- | ------------- |
| Juliette Binoche       | Anne Laurent  |
| Thierry Neuvic         | Georges       |
| Josef Bierbichler      | Boer          |
| Alexandre Hamidi       | Jean          |
| Maimouna Hélène Diarra | Animate       |
| Ona Lu Yenke           | Amadou        |
| Djibril Kouyaté        | Vader         |
| Luminița Gheorgiu      | Maria         |
| Crenguța Hariton       | Irina         |
| Bob Nicolescu          | Dragos        |
| Bruno Todeschini       | Pierre        |
| Paulus Manker          | Perrin        |
| Didier Flamand         | Directeur     |
| Walid Afkir            | Jonge Arabier |
| Maurice Bénichou       | Oude Arabier  |